# Zilte waterranonkel
De  zilte waterranonkel (Ranunculus baudotii) is een waterplant uit de ranonkelfamilie (Ranunculaceae) die voornamelijk voorkomt langs de Europese kusten.

## Beschrijving
De zilte waterranonkel is een 15 tot 80 centimeter hoge plant. Het is een eenjarige tot overblijvende plant, die vooral bloeit van mei tot augustus.
De plant heeft enkele drijvende bladeren, verdeeld in in drie vrij gelijke segmenten. De meeste bladeren zijn ondergedoken en zijn stijf van structuur. De overgangsbladeren zijn handvomig met draadvormige slippen.
De bloemen van de zilte waterranonkel zijn wit met een gele voet. De meeldraden zijn korter dan de stampers. De vruchthoofdjes zijn langwerpig.

## Biotoop
De zilte waterranonkel groeit vooral op zonnige plaatsen in ondiep, voedselrijk, meestal brak, soms zoet, stilstaand water. Ze is daarom terug te vinden in brakwater aan de zeekant.
In Vlaanderen komt de soort enkel voor in de Vlaamse en Antwerpse polders, in Wallonië komt de soort niet voor. Het areaal is voornamelijk West- en Midden-Europa. Enkele geïsoleerde groeiplaatsen zijn er in Noord- en Zuid-Europa en Noord-Afrika.